# Metathrinca tsugensis
Metathrinca tsugensis là một loài bướm đêm thuộc họ Oecophoridae. Nó là loài bản địa của Nhật Bản, nhưng là một loài di thực năm miền tây châu Âu và Hawaii.
Sải cánh dài 16–24 mm.
Ấu trùng ăn các loài Pinaceae, bao gồm các loài Tsuga và Pinus pentaphylla. Chúng tạo ra mụn trên cây.